# Kozmokracija
Kozmokracija, Svetovna vlada, ali Globalna vlada je koncept skupne politične oblasti za celotno človeštvo. Globalna, enotna država bi imela oblast po vsem svetu oziroma nad celotnim človeštvom. Lahko bi nastala z uporabo prisile, ali pa na miren način, ki bi ustanovil nadnacionalno zvezo. 
V celotni zgodovini ni še nikoli obstajala izvršilna, zakonodajna, sodna ali vojaška oblast z globalno pristojnostjo. Organizacija združenih narodov ima bolj posvetovalno vlogo, glavna prioriteta organizacije pa je, da spodbuja sodelovanje med svetovnimi državami, kot pa da bi nad njimi imela dejansko avtoriteto. 

## Zgodovina

### Začetki ideje
Ideja o enotni vladi obstaja že od začetka zgodovine. Egiptovski kralji bronaste dobe so želeli vladati "vsemu kar sonce obkroža", mezopotamski kralji "vsemu od sončnega vzhoda do sončnega zahoda", starodavni kitajski in japonski cesarji pa "vsemu, kar je pod nebom". Vse te štiri civilizacije so razvile kulture "velike enotnosti". Leta 113 pr. n. št. je dinastija Han na Kitajskem "veliki enotnosti" postavila tudi oltar.
Polibij je dejal, da je bil dosežek Rimljanov, da so nad sredozemskim svetom uvedli enotno vlado, "čudovit" ter da bo glavna naloga prihodnjih zgodovinarjev razložiti, kako je to bilo storjeno.

### Dante in Francisco de Vitoria
Ideja o svetovni vladi je preživela konec stanja Pax Romana. Približno tisočletje kasneje, v 14. stoletju, je Dante v delu De Monarchia obupano nagovarjal človeštvo, naj se združi. Francisco de Vitoria, španski filozof ter zgodnji oče mednarodnega prava, velja za "ustanovitelja globalne politične filozofije". Zasnoval je idejo res publica totius orbis ali "republika celotnega sveta".